# Ајзендорф
Ајзендорф (њем. Eisendorf) општина је у њемачкој савезној држави Шлезвиг-Холштајн. Једно је од 165 општинских средишта округа Рендсбург. Према процјени из 2010. у општини је живјело 307 становника. Посједује регионалну шифру (AGS) 1058045.

## Географски и демографски подаци
Ајзендорф се налази у савезној држави Шлезвиг-Холштајн у округу Рендсбург. Општина се налази на надморској висини од 27 метара. Површина општине износи 5,5 km². У самом мјесту је, према процјени из 2010. године, живјело 307 становника. Просјечна густина становништва износи 56 становника/km².